# Milan Mačvan
Milan Mačvan, född 16 november 1989 i Vukovar, är en serbisk basketspelare. Han blev olympisk silvermedaljör i basket vid sommarspelen 2016 i Rio de Janeiro.